# Vịt siêu thịt
Vịt siêu thịt (hay còn gọi là vịt Super Meat hay vịt Super M, vịt CV) là giống vịt công nghiệp chuyên thịt do hãng Cherry Valley của nước Anh tạo ra từ năm 1976 và được mang về Việt Nam vào cuối những năm 1990. Đây là giống vịt có năng suất thuộc loại cao. Hiện nay, nhà nước Việt Nam đã công nhận giống vịt siêu thịt này là một giống vật nuôi được phép sản xuất, kinh doanh, lưu hành trên lãnh thổ Việt Nam, áp dụng đối với một số dòng vịt này như Vịt CV (Super M, vịt CV super M2 và M2 (i), Super-M3), giống vịt chuyên thịt M14.

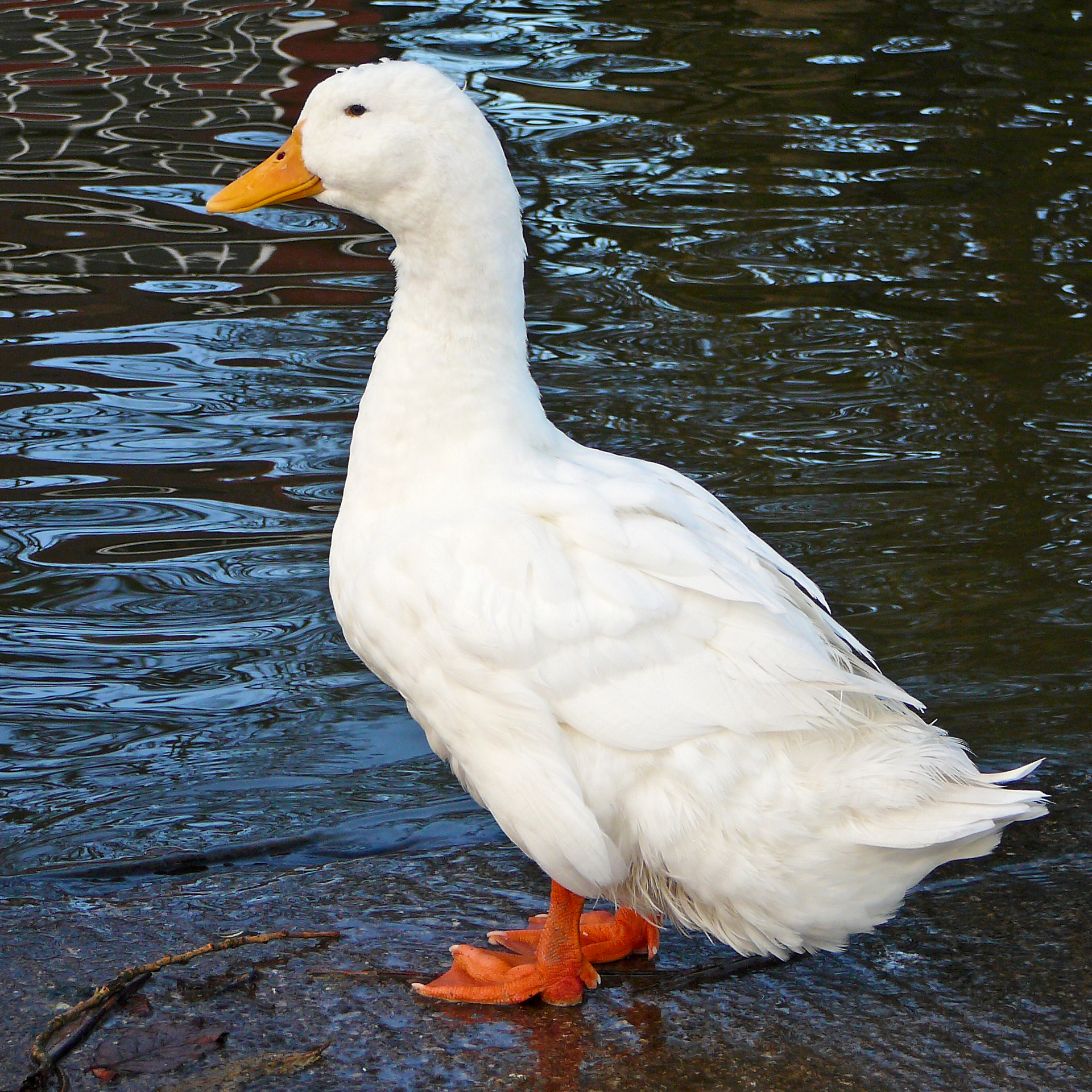
Một con vịt siêu thịt

## Đặc điểm
Đây là một giống vịt dễ nuôi, ăn tạp, khả năng tận dụng thức ăn cao, lớn rất nhanh, thịt ngon, nuôi khoảng 45-50 ngày tuổi có thể đạt trọng lượng 3-3,5 kg/con, khả năng chống chịu bệnh khá tốt, tỷ lệ sống cao và có giá trị kinh tế, vịt có ngoại hình đẹp, chân vàng, lông trắng phù hợp với thị hiếu người tiêu dùng.

### Ngoại hình
Là giống vịt chuyên thịt có năng suất cao, ngoại hình của vịt đặc trưng cho giống cao sản hướng thịt. Vịt có màu sắc lông trắng, mỏ và chân có màu vàng nhạt hay vàng chanh, thân dài, ngực nở, ngực sâu, rộng, chân cao, đùi phát triển, đầu và cổ to, dài, mỏ dài và rộng. Từ đỉnh đầu xuống mỏ gần như là một đường thẳng. Dáng đứng gần song song với mặt đất. Vịt con lông bông và mịn, mắt sáng, to, lanh lợi, chân bóng mượt, nhanh nhẹn khỏe mạnh. Không chọn con bị dị tật, quá bé hoặc quá to so với trung bình của con giống như hở rốn, yếu, khèo chân, nặng bụng bết lông.
Vịt trống 4,1 kg, vịt mái 3,45 kg. Con đực trưởng thành nặng 4,7 kg/1con. Con mái nặng 3,7 kg/1con, dòng cao sản nuôi 42 ngày tuổi đạt 2,8 kg/con và 60 ngày tuổi đạt 3 kg/con. Chi phí thức ăn 2,2 - 2,6 kg cho lkg tăng trọng. Vịt nuôi chạy đồng đạt 2,8 - 3,0 kg thức ăn lúc 70 – 75 ngày nuôi. Chi phí thức ăn thêm cho lkg tăng trọng l,2 - l,5 kg Vịt trống và mái có đặc điểm sinh trưởng khác nhau, nên nhu cầu về dinh dưỡng cũng khác nhau. Mức ăn hàng ngày của vịt trống cao hơn vịt mái từ 5 - 10%. Vịt bố mẹ có tuổi đẻ ở tuần thứ 25, năng suất trứng 180-220 quả/mái/67 tuần tuổi. Nuôi thương phẩm 8 tuần tuổi đạt 3-3,4 kg/con, tiêu tốn thức ăn 2,6-2,8 kg tăng trọng. Khối lượng giết thịt lúc 56 ngày tuổi trong điều kiện nuôi thâm canh đạt 3,4 kg/con, nuôi chạy đồng lúc 70 ngày tuổi đạt 3,3 kg/con. Tỷ lệ thịt xẻ 73 %, tỷ lệ nạc 27,3 %, tiêu tốn thức ăn cho 1 kg thịt hơi 2,7 kg.

### Tập tính
Vịt ham kiếm mồi, tìm mồi kỹ và chạy đồng rất tốt. Vịt thích nghi ở nhiều vùng sinh thái khác nhau. Có thể nuôi nhốt, chăn thả dưới nước hoặc nuôi trên cạn. Vịt thương phẩm nuôi nhốt 56 ngày tuổi, hoặc nuôi nhốt kết hợp chăn thả 70 ngày tuổi trọng lượng đạt 2,8 - 3,4 kg/con. Vịt nuôi lấy thịt ở phương thức thâm canh (nuôi nhốt tại chỗ và cho ăn thức ăn hỗn hợp) đạt trọng lượng 3,5 - 3,7 kg lúc 56 ngày tuổi với tỷ lệ nuôi sống 93 – 98%, chi phí 2,3 kg thức ăn cho 1 kg tăng trọng. Tuổi vào đẻ 168 ngày, sản lương trứng 190 quả/mái/42 tuần đẻ. Khối lượng trứng bình quân 86 – 88 gam. Tỷ lệ có phôi trên 90 %, tỷ lệ nở trên phôi 85%. Tiêu thụ thức ăn trong giai đoạn đẻ 230 gam/con/ngày. Vịt thương phẩm tỷ lệ nuôi sống từ 1 ngày đến tuổi giết thịt đạt 97%.
Ở phương thức nuôi chạy đồng theo phương thức nuôi cổ truyền của nông dân, vịt siêu thịt đạt trọng lượng 3 - 3,3 kg lúc 70 ngày tuổi với tỷ lệ sống 90 - 92%. Vịt siêu thịt nuôi giống có ưu thế hơn hẳn so với vịt địa phương với năng suất 190 - 210 trứng/mái/năm, tỉ lệ nuôi sống đạt > 96 %, trọng lượng xuất chuồng bình quân đạt 3,1 kg/con. Tiêu tốn thức ăn 2,7/kg/ 1 kg tăng trọng. Nuôi vịt siêu thịt chúng lớn rất nhanh, chỉ cần nuôi trên hai tháng, vịt đã đạt trên 3 kg/con, nuôi giống vịt siêu thịt nhanh được bán, hiệu quả kinh tế cao. Khi từ 2 tuần tuổi trở đi, vịt có sức đề kháng tốt, sinh trưởng tốt, độ đồng đều cao.
Vịt nuôi lấy thịt ở phương thức thâm canh (nuôi nhốt tại chỗ và thức ăn hỗn hợp). 
Vịt siêu thịt 6 tháng tuổi bắt đầu rớt hột, khối lượng trứng lớn:80 – 85g/hột, tỷ lệ trứng có phôi là 90 – 95% và tỷ lệ ấp nở trứng có phôi là 78 – 85%. Sau 10 tháng đẻ bầy vịt vẫn giữ tỷ lệ đẻ là 60-70% thì đó là bầy vịt đẻ tốt. Đối với vịt siêu thịt bố mẹ chỉ nêm khai thác khả năng đẻ trứng của vịt trong 10 tháng đẻ kể từ khi đàn vịt đẻ được 5% là tốt nhất. Nếu để vịt đẻ tiếp thì hiệu quả kinh tế thấp vì tỷ lệ đẻ lúc này thường sụt xuống còn 50-55% và tiếp tục giảm. 

## Các dòng
Các dòng vịt Super như Super M hay Super Heavy (siêu nặng) có ưu điểm tốc độ sinh trưởng nhanh, thời gian nuôi ngắn nhưng có khả năng cho sản lượng thịt cao. Các giống vịt dòng Super cho năng suất cao hơn giống vịt truyền thống. Vịt CV Super M2 cải tiến (Viện chăn nuôi, 2006) là kết quả của quá trình cải thiện về mặt di truyền của trại vịt giống Vigova từ đàn nguyên liệu nhập của Anh Quốc, nhằm nâng cao năng suất và chất lượng thịt, giảm tiêu tốn thức ăn. Việt Nam đã nhập một loạt giống vịt ông bà CV Super M gồm 2 dòng, qua 9 thế hệ chọn lọc nâng cao khả năng SX của vịt dòng ông (CB1), dòng bà (CB2) bằng phương pháp chọn lọc, tạo dòng đơn giản theo nhóm quần thể nhỏ và áp lực chọn lọc cao có luân chuyển trống mái để tránh cận huyết.
Trong khoảng 40 năm qua Việt Nam đã nhập nhiều giống vịt có năng suất thịt cao trên thế giới. Các giống vịt này hiện còn tồn tại rất ít, trong các năm 1989, 1990, 1991, 1999 và năm 2001 nhập thêm các giống vịt CVSuper M, M2, M2(i), CV Super M3, là những giống vịt có năng suất thịt cao hiện đang phát triển khá mạnh Việt Nam và Vit CV Super M, M2, M2 cải tiến. Vịt Super cho năng suất cao, chất lượng thịt tốt, tỉ lệ đẻ trứng và tỉ lệ phôi cao. Qua các thế hệ vịt CB1 có tỷ lệ nuôi sống cao ở các giai đoạn con, dò, hậu bị: 97 -100%; tương ứng vịt CB2: 96 - 99 %. Khối lượng cơ thể 8 tuần tuổi vịt CB1 con trống đạt 2,3 -2,7 kg/con, vịt CB2 con trống có khối lượng trung bình: 2,0 - 2,2 kg/con.
Năng suất trứng/mái/64 tuần tuổi: Vịt CB1 là 164 - 170 quả; vịt CB2 đạt 181 quả (thế hệ 9) tăng 12,03 quả so với thế hệ 1 (169,21 quả). Vịt CB1 ở thế hệ 9 có tỷ lệ phôi: 89,9%, tỷ lệ nở loại I/trứng có phôi: 79,22%, tương ứng vịt CB2: 91,79%; 82,31%. Vịt thương phẩm (trống CB1 x mái CB2) nuôi thịt đến 8 tuần tuổi có tỷ lệ nuôi sống 98%. Khối lượng cơ thể đạt 3,3 kg. Tiêu tốn thức ăn/kg tăng khối lượng thấp 2,62 kg. Trên cơ sở nền tảng từ các dòng vịt CV Super M, đã lai tạo ra các các dòng vịt Super M3 và SM3 Super Heavy nhập nội kết hợp những đặc điểm tốt của các dòng vịt trên, tạo ra được tổ hợp lai có ưu thế về sức sống, chất lượng thịt, thích nghi với từng vùng sinh thái..

## Chăn nuôi

### Chế độ ăn
Đối với các giống vịt cao sản thì nhu cầu dinh dưỡng cần hết sức khắt khe. Nếu trong thức ăn thiếu hoặc không cân đối các chất dinh dưỡng sẽ làm giảm năng suất của vịt. Nguồn thức ăn địa phương như lúa, còng, đầu tôm, cá ...thường thiếu hoặc không cân đối vitamin, khoáng protein ...sẽ gây ra hiện tượng đẻ kém văng lông sớm ở vịt mái đẻ giống siêu thịt. Nuôi vịt giống siêu thịt không đúng kỹ thuật chính là một nguyên nhân cơ bản dẫn tới đàn vịt đẻ kém, sớm bứt lông.
Vit có thể nuôi nhốt, chăn thả dưới nước hoặc nuôi cạn. Chọn những con nở đúng ngày (28 ngày), nếu vịt nở sớm hoặc muộn đều không tốt vì khi nuôi tỷ lệ chết hao hụt cao. Chuồng vịt phải khô ráo, sạch sẽ, có sân chơi cho vịt. Thức ăn phải đảm bảo chất lượng có hàm lượng protein khoảng 20-22%. Ở tuần đầu, vịt con khi mới bắt về cho thức ăn C.16 kèm nước uống có pha thuốc ngừa bệnh tiêu chảy, dịch tả, thương hàn (uống liên tiếp trong 2 tuần). Sau 2 tuần trộn thêm bột cá, đỗ tương, Premik VTM, khoáng, tôm tép, cá, giun, cua, ốc rau xanh, bã bia cho vịt ăn.
Thức ăn đảm bảo dinh dưỡng, hàm lượng protein 15,5%, Từ 9-11 tuần tuổi cho ăn 210g/con/ngày; 12-15 tuần tuổi là 310g/con/ngày; Sử dụng các loại thức ăn hỗn hợp dạng viên, thức ăn có sẵn để nuôi vịt. Chỉ cho vịt ăn 1 lần trong một ngày hết lượng thức ăn theo quy định. Tránh vịt quá béo hoặc quá nhỏ, khối lượng trung bình vịt từ 8 tuần tuổi là 2,1 kg – 2,7 kg, 10 tuần tuổi 10 là 2,7 kg – 3,1 kg, 12 tuần tuổi là 3,5 – 4,0 kg. Phải đáp ứng nhu cầu calci và phosphor dễ hấp thu của vịt CV Super M nuôi thịt trong điều kiện chăn nuôi tập trung. Vịt đực được ăn quá nhiều gây mập mỡ hoặc ăn quá ít gây lao. 

### Nuôi nhốt
Khi nuôi đàn vịt riêng, vẫn phải bỏ vào một số mái theo tỷ lệ một con đực năm con mái để đảm bảo quá trình phát dục của con đực. Tuyệt đối không nuôi riêng con đực mà không có mái trong một thời gian dài, một số đàn vịt giống siêu thịt mới đẻ trứng 4 - 5 tháng đã văng lông, mập mỡ, đẻ kém do nông dân thường sử dụng vịt thịt để làm vịt giống. Đây chính là vịt thương phẩm chỉ dùng để nuôi lấy thịt. Vịt thương phẩm có khả năng tăng trọng nhanh nhờ có ưu thế lai, nhưng khả năng sinh sản lại rất kém. Đàn vịt này thường đẻ muộn, tỷ lệ đẻ tăng rất chậm và chỉ sau 4 - 5 tháng đã bứt lông, phải bán bỏ
Trong thực tế chăn nuôi vịt đẻ siêu thịt bố mẹ, thường gặp hiện tượng vịt trống 8, 9 tháng tuổi mà đạp mái vẫn yếu, tỷ lệ đậu phôi thấp. Trong khi đó thì vịt trống siêu thịt bình thường 7 tháng đã thành thục sinh dục và 8, 9 tháng là đạp mái tốt cho tỷ lệ phôi cao do một số nguyên nhân kỹ thuật không đúng trong thời gian nuôi hậu bị: Vịt trống và mái không thường xuyên được nuôi chung ngay từ nhỏ. Tách trống mái quá lâu trong quá trình nuôi dưỡng. Nuôi chung trống mái ngay từ nhỏ là trong đàn vịt mái nên thả một số vịt trống và nuôi suốt từ giai đoạn nhỏ đến khi đẻ trứng và thả luôn trong quá trình đẻ trứng; định kỳ 2 tuần một lần, vịt đực được tách ra nuôi riêng rồi sau đó lại được nhập vào nuôi chung với vịt mái cũng trong suốt giai đoạn từ khi vịt nhỏ đến khi vịt đẻ.

### Giết mổ
Xác định đúng thời điểm giết mổ. Tùy theo phương thức nuôi vịt mà thời điểm giết mổ khác nhau. Đối với nuôi vịt thâm canh thì thời điểm giết mổ thích hợp nhất là lúc vịt được 7 - 8 tuần tuổi vì thời điểm này vịt đạt trọng lượng cao từ 3,0 – 3,3 kg/con. Tỷ lệ thịt đùi, ức khá cao (29 - 30%). Sau 8 tuần trọng lượng vịt bắt đầu chậm lại vì vịt tích mỡ nhiều. Do vậy chi phí thức ăn sẽ tăng lên. Thời điểm 7 - 8 tuần thì bộ lông phát triển tương đối đầy đủ, lông bắt đầu chấm khấu. Đây là thời điểm dễ vặt lông vì nếu sớm quá thì vịt sẽ có nhiều lông măng. Nếu muộn quá, khi vịt đã chéo cánh thì lông ức bắt đầu thay, vịt khó vặt lông

## Tại Việt Nam
Được nhập từ Anh vào Việt Nam năm 1989. Vịt siêu thịt lần đầu tiên được nhập vào Việt Nam từ Anh Quốc qua dự án VIE/86 – 007 do Liên Hợp Quốc tài trợ. Đợt nhập đầu tiên vịt bố mẹ thuần chủng vào thánh 11 năm 1989, sau đó nhập tiếp hai đợt giống ông bà thuần chủng vào tháng 9 năm 1990 và tháng 8 năm 1991. Kết quả chăn nuôi từ năm 1990 đến nay, cho thấy giống vịt này thích nghi, phát triển tốt ở Việt Nam và có ưu thế hơn hẳn về sản lượng thịt so với các giống vịt địa phương.
Những năm đầu của thập kỷ 90, nhờ tiến bộ của thế giới, các giống vịt cao sản được nhập vào Việt Nam. Sau thời gian nhân nuôi, chọn tạo cho thấy khả năng thích nghi, phát triển của chúng rất tốt trong điều kiện sinh thái Việt Nam, đặc biệt là các giống vịt thuộc dòng Super. Vịt siêu thịt, tuy là giống vịt cao sản nhưng kỹ thuật chăm sóc nuôi dưỡng không thật sự phức tạp. Lúc đầu cho chúng ăn từ 5 - 6 bữa/ngày, từ ngày thứ 11 cho ăn thưa hơn, khoảng 3-4 bữa/ngày. Bắt đầu từ lúc 7-8 ngày tuổi, cho vịt làm quen với nước để tập bơi. Giai đoạn chạy đồng là khi vịt sau 20 ngày tuổi, cho vịt ra khỏi chuồng để đi kiếm thức ăn trên đồng.